# Байынды, Байыр Сарыгович
Байыр Сарыгович Байынды (тув. Байыр Сарыг оглу Байынды; 1921—1980) — советский тувинский камнерез.

## Биография
Родился в 1921 году в селе Ак-Дуруг Улуг-Хемского района Тувинской Народной Республики. С 1936 года устроился на работу в промартель народного хозяйства ТНР. С 1952 года он стал постоянным участником на республиканских, краевых, зональных, всероссийских, всесоюзных и международных художественных выставках. В 1965 году был принят в члены СХ СССР. В 1966 году был принят на работу камнерезом в Тувинские художественно-производственные мастерские Художественного фонда РСФСР. В 1970 году за заслуги в развитии тувинского изобразительного искусства был награждён Почётной Грамотой Президиума Верховного Совета Тувинской АССР.

## Награды и премии
- Государственная премия РСФСР имени И. Е. Репина (1972) — за создание высокохудожественных произведений народного искусства из камня
- Почётная Грамота Президиума Верховного Совета Тувинской АССР(1970)

## Творчество
Вырезал фигурки животных из дерева и камня. Эту любовь к народному искусству заметил известный тогда камнерез Монгуш Черзи, который стал наставником в обучении резьбы тувинской мелкой пластики. Совместная работа с Монгуш Черзи дала Байыру Байынды огромный толчок.
В своей работе Б. С. Байынды отличался орнаментальной декоративностью и изяществом моделировании фигур зверей. В изображаемых им скульптурах чувствуется могучая сила, раскрываются повадки, характер животного, создаётся определённый образ. Камнерезные произведения Б. С. Байынды хранятся в фондах Тувинского республиканского краеведческого музея им. 60 богатырей, музеях городов Иркутска, Красноярска, Томска, Омска, Барнаула, Ленинграда. Его произведения стали ярким примером для творческого вдохновения последующих молодых резчиков по агальматолиту.

## Награды и звания
- Медаль «За доблестный труд. В ознаменование 100-летия со дня рождения Владимира Ильича Ленина» (1970)
- Государственная премия РСФСР имени И. Е. Репина (1972)